# ココ・リー

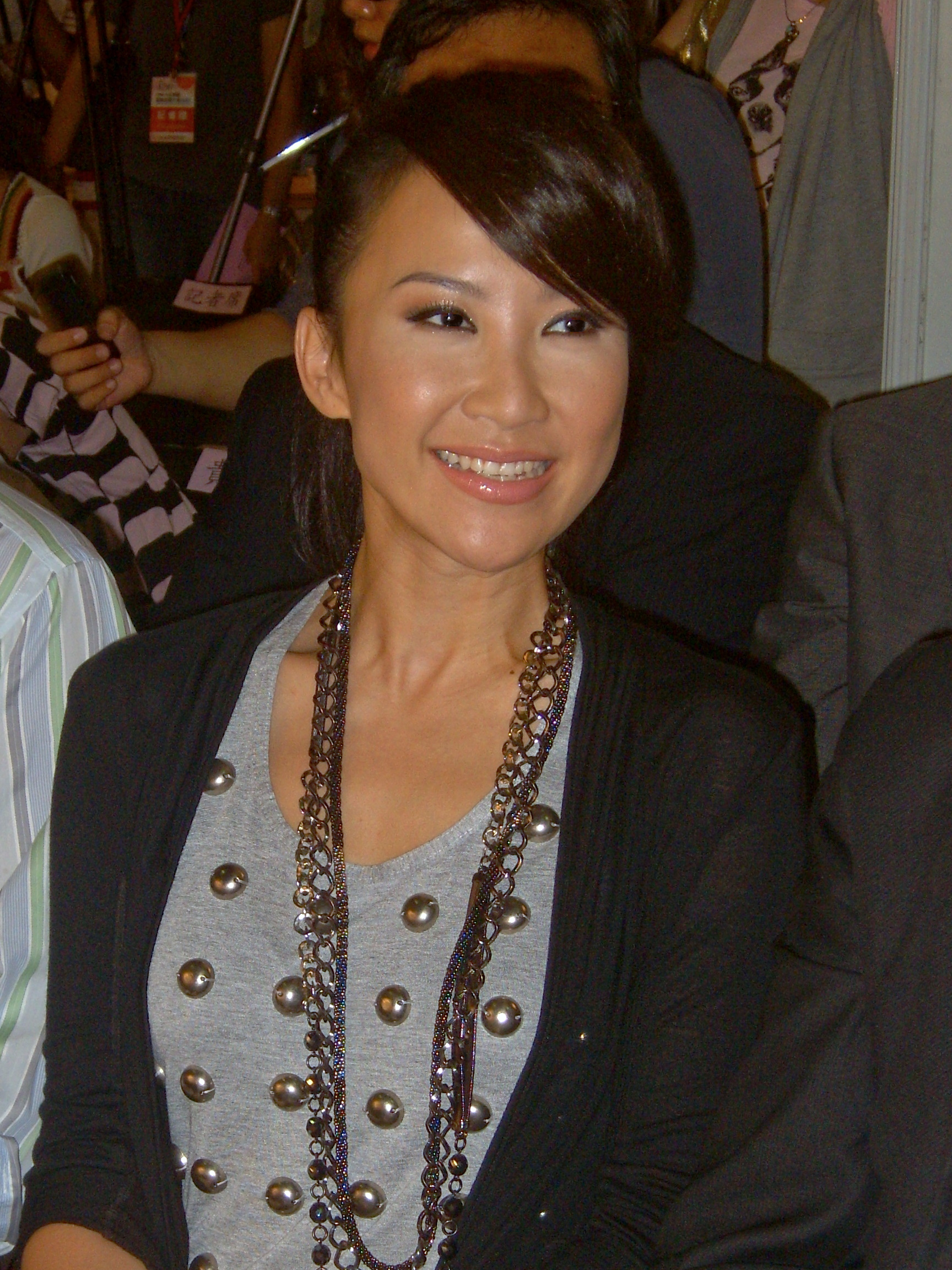
2009年

ココ・リー（英語: CoCo Lee、中国語: 李玟、本名：Ferren Lee／李美林、1975年1月17日 - 2023年7月5日）は、香港出身の女性歌手。父親は中国系インドネシア人 で、母親は香港人だが、アメリカ合衆国に移民。台湾で歌手としてデビューし、絶大な人気を誇った。ココ・リーは第73回米アカデミー賞授賞式で初めて歌ったアジア人歌手。 映画「グリーン・デスティニー（Crouching Tiger Hidden Dragon）」の主題曲「A Love Before Time」は第73回アカデミー作曲賞にノミネートされた。
2023年7月5日、香港の病院で48歳で死去した。

## プロフィール
- 身長：163cm
- 体重：47kg
- 血液型：O型

## 人物・来歴
イギリス領香港で生まれ、10歳の時、カリフォルニアに移住。1992年、北米華人歌唱コンクールで優勝。1993年、香港に帰った際に参加したTVB主催の歌謡コンテストで2位になり、デビュー。1994年、ファーストアルバム『愛就要趁現在』を発売し、以後2年間でリリースしたアルバム4枚がいずれも80万枚を突破するという快挙を成し遂げた。1996年からはCMによく出演するようになり、出演したCMはいずれも売上を大きく伸ばした。1999年には中国人アーティストとして初めて米ソニーレコードと契約した。
2023年7月2日、数年続いたうつ病によって自殺を図り、病院に搬送されたが、7月5日に死去。48歳没。

## アルバム
1994年
- Love from now on
- Promise me

1995年
- Brave enough to love
- Woman in love

1996年
- 李玟 COCO 同名専輯
- Coco's Party

1997年
- 毎一次想你
- Coco's Party 數位影像黄金版
- 往日情 數位影像黄金版
- 勇敢去愛 粤語専輯

1998年
- DI-DA-DI 暗示
- Sunny Day（好心情）
- 碰碰看愛情
- 大家都愛 李玟 COCO萬人迷演唱會精彩實録

1999年
- 我聴你説
- 今天到永遠
- 被愛的女人
- CoCo 歴年精選輯
- Just No Other Way

2000年
- COCO 李玟 第一張全紀録精選輯
- 真情人 YOU&ME
- CoCo Lee 5CD In One
- 臥虎蔵龍 Sound Track

2001年
- Promise
- 李玟 - 精選輯

2002年
- D.IS.COCO（新曲＋精選）

2005年
- Exposed

2006年
- 要定你（Just Want You）

2008年
- - 1994-2008 豪華典藏（新曲＋精選）

2009年
- CoCo的東西 East To West

2013年
- 盛開 Bloom